# Wzory skróconego mnożenia

Graficzne uzasadnienie wzoru na kwadrat sumy:

Wzory skróconego mnożenia – zestaw tożsamości algebraicznych zawierających potęgi o wykładniku naturalnym oraz dodawanie i odejmowanie; wzory te zawierają wyrażenie algebraiczne takie jak:
- potęgi skończonych sum i różnic: {\displaystyle (a\pm b)^{n},\ (a_{1}\pm a_{2}\pm \dots \pm a_{k})^{n};}
- różnice dwóch potęg: {\displaystyle a^{n}-b^{n},}
- dla wykładników nieparzystych także sumy takich potęg: {\displaystyle a^{n}+b^{n}.}

Najprostsze przykłady to te dla wykładnika dwa:
- kwadrat sumy i różnicy: {\displaystyle (a\pm b)^{2}=a^{2}\pm 2ab+b^{2};}
- różnica kwadratów: {\displaystyle a^{2}-b^{2}=(a-b)(a+b).}

Wzory te zachodzą dla dowolnych liczb rzeczywistych, zespolonych i wszystkich innych pierścieni przemiennych, ponieważ wynikają z podstawowych własności działań jak przemienność, łączność i rozdzielność. Wzory skróconego mnożenia stosuje się w arytmetyce, algebrze i analizie; przykłady ich użycia to:
- przyspieszanie obliczeń, umożliwiające wykonanie pewnych działań arytmetycznych w pamięci;
- działania na pierwiastnikach, np.:
  - usuwanie niewymierności z mianownika – przekształcanie odwrotności takich wyrażeń, czyli ich minus pierwszej potęgi;
  - pierwiastkowanie ich – przekształcanie ich potęgi ułamkowej;
- przekształcenia równań kwadratowych i funkcji kwadratowych[3][4];
- dowodzenie nierówności[5];
- obliczanie granic ciągów[6].

Wzory te są standardowym elementem wykształcenia matematycznego na poziomie średnim; przykładowo znalazły się one w podstawie programowej polskich liceów i techników, także w zakresie podstawowym.

## Wykładnik dwa – wzory z kwadratami

### Kwadraty sum i różnic dwóch liczb

Ilustracja wzoru na kwadrat różnicy dwóch liczb: Pole białego kwadratu można obliczyć, odejmując od pola dużego kwadratu inne pola.

Dla dowolnych liczb rzeczywistych zachodzi:
{\displaystyle (a\pm b)^{2}=a^{2}\pm 2ab+b^{2}.}
Przykłady zastosowań arytmetycznych – obliczanie:
- kwadratów liczb naturalnych:

{\displaystyle {\begin{aligned}102^{2}&=(100+2)^{2}=100^{2}+2\cdot 100\cdot 2+2^{2}=\\&=10\ 000+400+4=10\ 404;\end{aligned}}}
{\displaystyle {\begin{aligned}297^{2}&=(300-3)^{2}=300^{2}-2\cdot 300\cdot 3+3^{2}=\\&=90\ 000-1\ 800+9=88\ 209;\end{aligned}}}
- pierwiastków kwadratowych z pierwiastników:

{\displaystyle {\begin{aligned}{\sqrt {17+12{\sqrt {2}}}}&={\sqrt {3^{2}+({\sqrt {8}})^{2}+2\cdot 6{\sqrt {2}}}}=\\&={\sqrt {3^{2}+2\cdot 3\cdot 2{\sqrt {2}}+(2{\sqrt {2}})^{2}}}=\\&={\sqrt {(3+2{\sqrt {2}})^{2}}}=3+2{\sqrt {2}};\end{aligned}}}
{\displaystyle {\begin{aligned}{\sqrt {14-6{\sqrt {5}}}}&={\sqrt {3^{2}+{\sqrt {5}}^{2}-2\cdot 3{\sqrt {5}}}}=\\&={\sqrt {(3-{\sqrt {5}})^{2}}}=3-{\sqrt {5}}.\end{aligned}}}

### Kwadraty sum więcej niż dwóch liczb

Graficzne uzasadnienie wzoru na kwadrat sumy trzech liczb rzeczywistych

Wzory te mają również wersje dla większej liczby składników, np. dla trzech:
{\displaystyle (a+b+c)^{2}=a^{2}+b^{2}+c^{2}+2ab+2ac+2bc.}
Wzór ten można stosować dla kwadratu dowolnej liczby składników. Po prawej stronie wzoru wystąpią wtedy kwadraty każdego ze składników w nawiasie oraz podwojone iloczyny każdej pary tych składników: 
{\displaystyle \left(\sum \limits _{i=1}^{k}a_{i}\right)^{2}=\sum \limits _{i,j=1}^{k}a_{i}a_{j}.}
Różnice można przedstawić w postaci sumy składników o przeciwnym znaku, np. {\displaystyle (a-b-c+d)^{2}=(a+(-b)+(-c)+d)^{2}.}
Wzory te mają także uogólnienie w przestrzeniach unitarnych, zwane tożsamością polaryzacyjną.

### Różnice kwadratów

Graficzne uzasadnienie wzoru na różnicę kwadratów dwóch liczb rzeczywistych:

Różnica kwadratów dwóch liczb to iloczyn sumy tych liczb i ich różnicy:
{\displaystyle a^{2}-b^{2}=(a+b)(a-b).}
Przykład zastosowania arytmetycznego – usuwanie niewymierności z mianownika:
{\displaystyle {\begin{aligned}{\frac {2}{{\sqrt {11}}-3}}&={\frac {2({\sqrt {11}}+3)}{({\sqrt {11}}-3)({\sqrt {11}}+3)}}=\\&={\frac {2({\sqrt {11}}+3)}{11-3^{2}}}={\frac {2(3+{\sqrt {11}})}{2}}=\\&=3+{\sqrt {11}}.\end{aligned}}}

### Sumy kwadratów
Analogiczna suma {\displaystyle a^{2}+b^{2}} nie rozkłada się na wyrażenia rzeczywiste, jednak można rozłożyć ją na iloczyn liczb zespolonych:
{\displaystyle a^{2}+b^{2}=(a+bi)(a-bi),} gdzie {\displaystyle i} to jednostka urojona.

## Wykładnik trzy – wzory zsześcianami
Sześcian sumy i różnicy:
{\displaystyle (a\pm b)^{3}=a^{3}\pm 3a^{2}b+3ab^{2}\pm b^{3}.}
Suma i różnica sześcianów:
{\displaystyle a^{3}\pm b^{3}=(a\pm b)(a^{2}\mp ab+b^{2}).}

Graficzne uzasadnienie wzoru na sześcian sumy

Przykład zastosowania arytmetycznego – usuwanie niewymierności z mianownika:
{\displaystyle {\begin{aligned}{\frac {1}{{\sqrt[{3}]{9}}-2}}&={\frac {{\sqrt[{3}]{9}}^{2}+2{\sqrt[{3}]{9}}+2^{2}}{({\sqrt[{3}]{9}}-2)({\sqrt[{3}]{9}}^{2}+2{\sqrt[{3}]{9}}+2^{2})}}=\\&={\frac {{\sqrt[{3}]{3^{4}}}+2{\sqrt[{3}]{9}}+4}{9-2^{3}}}=\\&=4+3{\sqrt[{3}]{3}}+2{\sqrt[{3}]{9}}.\end{aligned}}}

## Wykładnik cztery

### Różnica czwartych potęg
Różnicę czwartych potęg można obliczyć, korzystając z:
- tego, że czwarta potęga to kwadrat kwadratu;
- podanego wyżej wzoru na różnicę kwadratów.

Wynik:
{\displaystyle {\begin{aligned}a^{4}-b^{4}&=(a^{2})^{2}-(b^{2})^{2}=\\&=(a^{2}-b^{2})(a^{2}+b^{2})=\\&=(a-b)(a+b)(a^{2}+b^{2}).\end{aligned}}}
Ostatni wzór można też zapisać inaczej, mnożąc sumę kwadratów {\displaystyle (a^{2}+b^{2})} przez sumę {\displaystyle (a+b)} lub różnicę {\displaystyle (a-b)}:
{\displaystyle {\begin{aligned}a^{4}-b^{4}&=(a-b)(a^{3}+a^{2}b+ab^{2}+b^{3})=\\&=(a+b)(a^{3}-a^{2}b+ab^{2}-b^{3}).\end{aligned}}}
Pierwszy z tych wzorów jest analogiczny do podanego wyżej wzoru na różnicę sześcianów. Ma też uogólnienie na dowolny wykładnik naturalny, podane niżej.

### TożsamośćSophie Germain

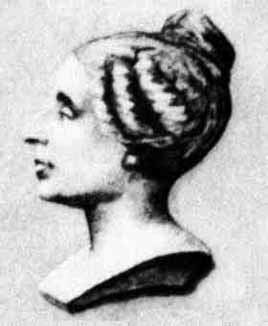
Sophie Germain (1776–1831)

Suma czwartej potęgi oraz czterokrotności czwartej potęgi zawsze jest iloczynem dwóch wyrażeń kwadratowych (stopnia drugiego):
{\displaystyle {\begin{aligned}a^{4}+4b^{4}&=(a^{2}+2ab+2b^{2})(a^{2}-2ab+2b^{2})=\\&={\Bigl (}(a+b)^{2}+b^{2}{\Bigr )}{\Bigl (}(a-b)^{2}+b^{2}{\Bigr )}.\end{aligned}}}
Ta tożsamość algebraiczna znajduje zastosowania w arytmetyce – zarówno elementarnej, jak i wyższej – oraz algebrze i analizie. Z pomocą tej równości można:
- obliczać niektóre sumy i iloczyny, skończone[13] lub nie[14];
- dowodzić, że niektóre liczby całkowite zapisane wprost lub wzorami są złożone[13][14][15];
- badać rozkładalność niektórych dwumianów o współczynnikach całkowitych[14];
- rozwiązywać niektóre równania diofantyczne[14].

## Wzory ogólne

### Potęgi sum i różnic
Potęga naturalna sumy dwóch składników to szczególny przypadek dwumianu Newtona:
{\displaystyle (a+b)^{n}=\sum _{k=0}^{n}{n \choose k}a^{n-k}b^{k}.}
{\displaystyle (a-b)^{n}=\sum _{k=0}^{n}(-1)^{k}{n \choose k}a^{n-k}b^{k}}
Potęga naturalna sumy dowolnej skończonej liczby składników to:
{\displaystyle \left(\sum \limits _{i=1}^{k}a_{i}\right)^{n}=\sum \limits _{m_{1},\dots ,m_{k}=0}^{n}{n \choose m_{1},\dots ,m_{k}}\prod \limits _{i=1}^{k}a_{i}^{m_{i}},}
gdzie {\displaystyle {n \choose m_{1},\dots ,m_{k}}={\frac {n!}{\prod \limits _{i=1}^{k}m_{i}!}}.}

### Różnice i sumy potęg
Różnica dwóch potęg tego samego stopnia naturalnego to:
{\displaystyle a^{n}-b^{n}=(a-b)(a^{n-1}+a^{n-2}b+a^{n-3}b^{2}+\ldots +ab^{n-2}+b^{n-1})}
Przykład – różnica piątych potęg:
{\displaystyle a^{5}-b^{5}=(a-b)(a^{4}+a^{3}b+a^{2}b^{2}+ab^{3}+b^{4}).}
Oprócz tego:
{\displaystyle a^{2n+1}+b^{2n+1}=(a+b)(a^{2n}-a^{2n-1}b+a^{2n-2}b^{2}-\ldots -ab^{2n-1}+b^{2n})}
Przykład – suma piątych potęg:
{\displaystyle a^{5}+b^{5}=(a+b)(a^{4}-a^{3}b+a^{2}b^{2}-ab^{3}+b^{4}).}